# جان سی. دانفورث
جان سی. دانفورث (به انگلیسی: John C. Danforth) سناتور سابق عضو حزب جمهوری‌خواه ایالات متحده آمریکا بود. وی در سال ۱۹۷۷ تا ۱۹۹۵ میلادی سناتور ایالت میزوری در سنای ایالات متحده آمریکا بود.